# Championship Lode Runner
Championship Lode Runner è un videogioco a piattaforme del 1984 sviluppato da Brøderbund per home computer. Seguito di Lode Runner, il gioco è stato successivamente convertito per Famicom e SG-1000. La versione Famicom è stata distribuita tramite Virtual Console per Wii e Wii U.

## Modalità di gioco
Dal gameplay identico al suo predecessore, Championship Lode Runner presenta cinquanta livelli. Al contrario di Lode Runner, non è presente un editor di livelli.